# マハラジャ (ディスコ)
マハラジャ（MAHARAJA）は、1980年代 - 1990年代にNOVA21★グループが日本全国に展開した高級ディスコチェーン店の総称。1980年代のバブル期を象徴するディスコの1つでもある。
2010年代に入り多くの店舗が復活（詳細は後述）、現在も営業中であるが旧NOVA21★グループとは経営母体が異なる。

## 概要

### 経営母体
証券会社勤務の菅野諒（かんの まこと、1935年4月8日 - 2003年7月8日）が、1960年代に原宿にて絨毯バー「檻の中」を出資オープン。全国でナイトレジャー店舗を展開する目的で、1968年（昭和43年）港区六本木に日本レヂャー開発株式会社（代表：菅野諒）と、日本アミューズメント株式会社（代表：菅野晃）が創立。絨毯バー・サパークラブの「深海魚」「泥棒貴族」「最後の20セント」、ディスコの「メビウス」「アップルハウス」「サハラ」などの展開が前身（深海魚チェーン・最後の20セントグループ）である。当時のディスコは生バンドが主流だったが、六本木メビウスはレコードのみの先駆けとして大人気となる。
1981年（昭和56年）ノヴァ・インターナショナル株式会社（代表：菅野諒・菅野晃）が創立。ディスコ・カラオケパブ・ショーパブ・ライブハウス・レストラン・バーなどを全国に展開し、傘下のグループ企業（店舗運営会社）は全盛期には約70社を超えていた。併せてNOVA21★グループを構成する（英会話のNOVAとは無関係）。現在では系列会社がレストラン「しゃぶ禅」「牛禅」を全国に展開している。

### オープン
社員旅行で訪れたフィリピンのディスコ「キュー」の照明やDJに衝撃を受けた菅野諒が、そのスタイルを日本に持ち込んだのが1981年六本木「キュー」と大阪「ジジック」でマハラジャの原形となる。そして大阪「泥棒貴族」などを運営していた大淵雅次・赤松範彦率いる大阪レジャー開発株式会社が、1981年11月7日にミナミのディスコ「ジジック」をオープン。ライティングショーを取り入れたDJパフォーマンスと、チェックアウトシステム（入替制）を導入するほどの大成功により、その勢いで1982年（昭和57年）8月13日ジジックの階下に、オリエンタルで豪華な内装（原形は六本木ラジャコート）のマハラジャ1号店をオープンさせた。さらに半年ほどでジジックの売り上げを抜き、大阪一の人気ディスコとなりチェーン展開が決定。なおジジックは仙台・新潟・福岡にもオープン。

### 社会現象
大阪・京都・名古屋・熊本・仙台・札幌と地方から順にオープンし、東京初出店は1984年（昭和59年）12月7日に7店目の店舗として港区の麻布十番にオープン。その後旗艦店となる「MAHARAJA TOKYO」（麻布十番マハラジャ）が社会現象と呼ばれるほどの人気を博し、最盛期には全国に数十店舗を展開し、北は札幌から南は九州・沖縄まで日本全国に展開した。さらに1989年（平成元年）5月4日にはハワイのホノルルにも店舗をオープン（1998年（平成10年）8月31日に閉店）。
これまでのディスコの概念を打ち破った床と壁を大理石・マホガニー調の壁・天井と壁を鏡の斜め張りにした造りと真鍮製のオブジェ、海外（主にミラノサローネ）から取り寄せた装飾品を用いた豪華絢爛な内装費に数億円を投じ、当時のコンサートホール並みの音響効果に特殊照明、ガラス張りのVIPルームの登場、今までのディスコでは味わえなかった本格的な料理、モデル並みのイケメン従業員による徹底したサービスや厳格なドレスコード、DJパフォーマンスによるユーロビートでの盛り上げタイム、そして芸能人御用達が評判を呼んだ。
それまでのディスコは音楽・ファッション関係者など、いわゆる業界人や流行に敏感な遊び人が多かったが、1980年代に入ると低年齢層（中高生）・不良・暴走族の溜まり場として非行なイメージが強くなり店内でも喧嘩が絶えなかった。さらに1982年には新宿歌舞伎町ディスコナンパ殺傷事件も発生。そして1984年には風営法改正によりディスコでの深夜営業は不可となる。これらを機にカフェバーやプールバーに人気が移り、いわゆるディスコ冬の時代となった。そこへ客を選別する画期的なマハラジャがオープン。健全で大人が安心して遊べる流行の発信スポットとして新たなる客層（富裕層や一般社会人）獲得。低迷していたディスコシーンを再び活気づけ、高級志向のディスコブームを引き起こす起爆店となった。さらにバブル景気を受けてMAHARAJAのインド王宮に対し、ヨーロッパのヴェルサイユ宮殿を思わせる豪華絢爛な内装で、マハラジャのグレードアップ店舗であるMAHARAJA SALOON キング＆クイーンも各地にオープン。より厳しいドレスコード（学生・20歳未満の入店禁止）を行いマハラジャとの差別化でバブリーディスコを極める。1980年代中期からのバブル景気期に高級ディスコブーム（第二次ディスコブーム）を築いた。
しかし1988年（昭和63年）1月5日に発生した六本木「トウーリア」の照明落下事故以降、消防と警察の査察が厳しくなり六本木界隈のディスコブームは衰退し始める。1990年前後からマハラジャ各店も苦戦を強いられ始めたが、1991年（平成3年）5月にオープンした芝浦「ジュリアナ東京」のブームに便乗。300坪クラスの比較的大箱であった仙台King&Queen、名古屋King&Queen、MAHARAJA祇園、MAHARAJAマルビル、博多MAHARAJAなど地方大型店は、新たにスーパーお立ち台を設置して再度人気が出ることとなる。なおマハラジャの地方出店は1991年まで続いた。

### バブル崩壊と伝説の終焉
1990年内にバブル景気が崩壊し（株式バブルは1989年内に収束、地価バブルは1990年3月27日に総量規制「土田局長通達」が発出され収束）、同時に第二次ディスコブームも衰退。遊びの多様化によりナイトレジャー・音楽・ファッションが細分化。ダンスシーンは六本木から西麻布や飯倉片町などの小箱のクラブに移り、1994年（平成6年）8月31日には一世を風靡したジュリアナ東京も閉店。全国的にもディスコから個性に合わせたクラブに変わり始める。そして苦戦していたマハラジャ各店はドレスコードの緩和（男性同士・カジュアルファッションでも入店可）を行い敷居が下がる。1990年前後からは店舗運営会社の社長交代や分社化、さらに親会社であるノヴァ・インターナショナル株式会社から立て直し部隊（菅野軍団）の出向によるテコ入れが行われる。また1992年頃からは苦肉の策として「WO（Water Oil）作戦」と称したレストランによる二毛作営業や併設営業を開始。早い時間帯（開店～21時まで）は、「しゃぶ禅」「しゃらら亭」「ホワイトオーキッド」「にんにくや」など居酒屋・しゃぶしゃぶ営業を行う。この頃からマハラジャで遊び始めた人は、マハラジャ＝しゃぶしゃぶのイメージが強い。バブル崩壊とディスコブームが去ったことを受け、1990年代前半に全国の多くの店舗が閉店。末期にはNOVA21★グループから脱退して、店舗を譲り受けた運営会社が直接経営するマハラジャが数店舗あった。そして1997年（平成9年）9月3日に旗艦店「MAHARAJA TOKYO」（麻布十番マハラジャ）が閉店した。また1998年（平成10年）4月4日には国内最後の直営店である「MAHARAJA 横濱」（横濱マハラジャ）が閉店。同年10月には「MAHARAJA」を冠する最後のフランチャイズ店舗である「MAHARAJA HAKUBA」（白馬マハラジャ）が閉店した。1999年（平成11年）10月には最後まで残った系列店である「King&Queen MAHARAJA SALOON MAEBASHI」（前橋キング&クイーン）が閉店。これを以ってマハラジャは約15年の歴史に一旦幕を閉じた。皮肉にも第三次ディスコ（パラパラ）ブームを目前としての閉店であった。

### 復活とその後
2003年（平成15年）8月27日六本木に、新たな出資者による株式会社マハラジャエンターテイメントが運営する「MAHARAJA TOKYO」が復活オープンしたが、2005年（平成17年）1月31日に閉店。同年5月6日からは経営者が変わり「King&Queen ROPPONGI」として再オープンしたが、2010年（平成22年）7月27日に閉店となった。福岡では2007年（平成19年）12月21日中洲に株式会社マハラジャエンターテイメント福岡が運営する「MAHARAJA FUKUOKA」が復活オープンしたが、2009年（平成21年）8月15日に閉店した。
その後マハラジャの商標をNOVA21★グループから大原俊弘が取得。2010年（平成22年）11月2日「King&Queen ROPPONGI」跡地に「MAHARAJA ROPPONGI」を再オープンさせた。2019年（令和元年）12月31日、ビルの老朽化に伴い一旦営業を終了。2020年（令和2年）1月13日より、六本木芋洗坂のビル6Fに移転しリニューアルオープンした。運営は日本都市プロダクション株式会社。
2014年（平成26年）4月23日に、株式会社創遊が運営する「MAHARAJA OSAKA」がオープンしたが、2018年（平成30年）7月28日に事実上閉店した。2016年（平成28年）11月10日に、株式会社邦栄が運営する「MAHARAJA NAGOYA」がオープンしたが、2019年9月に社長が急逝。店舗運営の見通しが立たなくなり、11月25日名古屋地裁から破産手続きの開始決定を受けた。2017年（平成29年）3月3日に株式会社O'sが運営する「MAHARAJA MINAMI」、9月13日に株式会社ドリームワークスが運営する「MAHARAJA 祇園」がオープン。2017年10月6日には株式会社サウンドプロモートが運営する「MAHARAJA SENDAI」がオープンしたが、2020年9月20日に閉店。2023年4月1日に「MAHARAJA MINAMI」が「MAHARAJA OSAKA」へ店名変更。2024年1月4日にはマハラジャ六本木の上階に「MAHARAJA ANNEX」がオープン。
2024年2月現在、運営会社はそれぞれ異なるものの、六本木・アネックス・祇園（京都）・大阪の4店舗が営業中である。なお復活したマハラジャで、当時の豪華な内装を忠実に再現した店舗はマハラジャ福岡のみである。

## コンセプト
マハラジャのコンセプトは「夢」「華」「錯覚」。「夢」宮殿のようなゴージャスな内装による非現実空間、「華」ファッショナブルに着飾った客、「錯覚」客自身が王族や貴族のような主役になれる。なお当初のコンセプトは「夢」「希望」「錯覚」だった。

## 命名者
マハラジャという店名の命名者は、経営母体の日本レヂャー開発（NOVA21★グループ）の社長菅野諒の友人で、スカルノ元インドネシア大統領夫人のデヴィ・スカルノである。
フランス社交界の華だったデヴィ夫人が、菅野諒をパリのディスコへ招待。そこで日本での新店舗オープンに至り「マハラジャ」「マハラニ」「ラジャコート」の店名を授かる。
当時ペルシャの皇帝に由来する「パシャ」という店名のディスコティックが青山にあったことから、デヴィはそれに対抗するためにインドの大王に由来する「マハラジャ」を命名したと述べている。
なお、ラジャコートは六本木・仙台・名古屋・京都にオープン、マハラニは渋谷にオープンした。

## マハラジャから発生したカルチャーと人

### ドレスコード
服装チェックまたは入店チェックとも呼ばれていたドレスコードは、エントランスで黒服によって店に相応しファッションかチェックされる。Tシャツ・ジーンズ・スニーカーなど、カジュアルな服装での入店拒否を行い、店側による客の選別が話題になる。客に選民意識による優越感を持たせる他、ファッショナブルで大人が安心して遊べるステータスな空間を目指した。また男性同士の入店も断られる為、付近では女性に同伴をお願いする男性陣の声掛けが多く見られた。なおディスコでドレスコードを最初に導入したのは赤坂の「ビブロス」との説もある。また、それ以前にも店側の独自判断による入店拒否などが存在したディスコもあるが、明確なルール取り決めと、それによる演出で話題になったのはマハラジャからである。

### 黒服
従業員はセクションまたは階級別に色分けされた制服（例：ウェイターは赤服、キャプテンは青服）を着用していた一方で、役職（主任や支配人等）は黒いタキシードを着ていたことから呼ばれるようになる。

### お立ち台
ダンスフロア四隅に設置してあるスピーカー（ウーハー）ボックスに、混雑時客が乗り出して踊ったのが始まりである。なおディスコでお立ち台を最初に導入したのは六本木スクエアビルの「ギゼ」との説もあるが、その頃はお立ち台と呼れておらず、ダンスフロアに置かれた一人乗りの円形台だった。お立ち台と称するようになり話題になったのはマハラジャからである。

### はちみつトースト
今ではハニートーストとも呼ばれ一般に認知されているが、NOVA21★グループ調理部長の醍醐重一が考案してマハラジャから生まれた。

### 成田勝社長[11]
平尾昌晃プロデュースによるNOVA21★グループの六本木ライブハウス「スパッツ」で優秀マネージャーだった成田勝が、東京へ進出予定のマハラジャ社長を菅野諒より任命される。六本木界隈で物件を探していたが、理想の坪数（200坪前後）は麻布十番にしかなかった。当時陸の孤島だった麻布十番へのマハラジャ出店に誰もが反対したが、先にオープンしていた熊本マハラジャを視察した成田勝は東京出店での成功を確信する。
そして「MAHARAJA TOKYO」など、東京地区マハラジャを運営する有限会社エヌ・エンタープライズ社長の成田勝が、全国マハラジャのイメージリーダーとなり、1986年には歌手としてメジャーデビューも果たした。イタリアのユーロビートの雄マイケル・フォーチュナティの大ヒット曲「INTO THE NIGHT」「GIVE ME UP」やデッド・オア・アライヴの大ヒット曲「TURN AROUND AND COUNT 2 TEN」などをカバーし、オリコンでも30位台に入るなどヒットした他、マハラジャ系列のディスコでプレイされ盛り上がった。
その後も「MAHARAJA TOKYO」よりもカジュアル路線を狙った「MAHARAJA WEST TOKYO」、「MAHARAJA EAST TOKYO」、「King&Queen TOKYO "AOYAMA"（青山キング&クイーン）」、「King&Queen KAWASAKI（川崎キング＆クイーン）」、「EDEN ROC TOKYO BAY」（東京ディズニーリゾート内に存在）、「ROYALTON TOKYO BAY」を次々に手掛け、1980年代を象徴する青年実業家といわれた。現在は各種アドバイザーとしても活躍している。
なお全国マハラジャの社長は成田勝と思われがちだが、実際は東京地区マハラジャのみの社長であり、マハラジャ全店の社長ではない（マハラジャは地域や店舗により運営会社が異なり各社長が存在）。しかしマハラジャを全国的に有名にしたのは成田勝の功績である。

## 全国マハラジャ全73店
- MAHARAJA - インド王族の称号から連想される通り、インド王宮を思わせるゴールドを基調とした豪華絢爛な内装。ダンスフロアにある真鍮製の象牙がトレードマーク。
  - 札幌店・函館店・仙台店・<<'17年 仙台店>>・郡山店・麻布十番店・<'03年 東京店>・<<'10年 六本木店>>・<<'20年 六本木店（移転）>>・<<'24年 アネックス>>・横濱店・新潟店・<富山店>・<金沢店>・長野店・<白馬店>・浜松店・<岡崎店>・名古屋店・<<'16年 名古屋店>>・<岐阜店>・京都店（四條店に店名変更）・祇園店・<<'17年 祇園店>>・大阪店・梅田店・マルビル店・<<'14年 大阪店>>・<<'17年 ミナミ店 ('23年 大阪店に店名変更）>>・<和歌山店>・神戸店・岡山店・福山店・広島店・<徳山店>・<徳島店>・松山店・博多店・<<'07年 福岡店>>・長崎店・熊本店・鹿児島店・沖縄店・ハワイ店
- MAHARAJA WEST - MAHARAJAより入店チェックが厳しくなく、カジュアルでアットホームなコンセプトを目指した。
  - 六本木店・横濱店・金沢店・名古屋店・大阪店
- MAHARAJA EAST - MAHARAJAより入店チェックが厳しくなく、カジュアルでアットホームなコンセプトを目指した。
  - 麻布十番店・名古屋店
- MAHARAJA CLUB - マハラジャより入店チェックが厳しくないカジュアルな店舗。
  - 京都店（長野店及びMAHARAJA倶楽部の各店はディスコ形態ではなくカラオケパブ営業）
- MAHARAJA JUNIOR - 約50坪前後の小箱でカジュアルな店舗。
  - 渋谷店
- Maharaja Bar - マハラジャより入店チェックが厳しくないカジュアルな店舗。
  - 名古屋店（大阪店・岡山店はディスコ形態ではなくバー営業）
- マハラジャ物語 - マハラジャと同じ内装のカラオケパブだが、途中よりディスコ営業になったカジュアルな店舗。
  - <前橋店>（函館店・六本木店・金沢店・大阪店・<和歌山店>はディスコ形態ではなくカラオケパブ営業）
- MAHARAJA SALOON King&Queen- MAHARAJAのインド王宮に対し、ヨーロッパのヴェルサイユ宮殿を思わせる豪華絢爛な内装で、マハラジャのグレードアップ店舗。
  - 仙台店・青山店・<<'05年六本木店>>・川崎店・金沢店・前橋店・長野店・静岡店・<豊橋店>・名古屋店・<四日市店>・大阪店・神戸店・広島店（博多マハラジャVIPルームでのCLUB King&Queenはディスコ形態ではなくキャバクラ営業）
- MAHARAJA PRODUCE EDEN ROC TOKYO BAY - 郷ひろみプロデュースでコートダジュールを意識し、東京ディズニーリゾートにある東京ベイホテル東急1Fにあったリゾート店舗。
  - 浦安店
- MAHARAJA PRODUCE ROYALTON TOKYO BAY - シルバーを基調とした近未来型ニューヨークテイストで、ダイエー系列ショッピングセンターのレストラン街にあった店舗。
  - 浦安店
- MAHARAJA SALOON PASHA- 店名は違うが内装はエデンロックと同じ大型店舗。
  - 札幌店
- MAHARAJA SALOON SAHARA - 高度文明が滅び廃墟した惑星がコンセプトの店舗。
  - 宇都宮店（仙台店・六本木店はMAHARAJA SALOONではない）

※上記 <○○店> はFC（フランチャイズ）店
※上記<<○○店>>はNOVA21★グループの運営ではない
※その他、旭川マハラジャマックス・高知マハラジャは他社のディスコで無関係
※全国マハラジャ一覧

### MAHARAJA TOKYO（麻布十番マハラジャ）

#### 陸の孤島
日本全国はおろか海外にまで広がったマハラジャの代表的存在であった「MAHARAJA TOKYO」は、当時まだ地下鉄の駅(東京メトロ南北線・都営地下鉄大江戸線 麻布十番駅開業は2000年)が開業しておらず、一番近い日比谷線 六本木駅からでさえ徒歩10分以上かかるなど「陸の孤島」とまで揶揄された東京都港区麻布十番（1-3-9 TBC麻布1F,2F）に1984年（昭和59年）12月7日にオープンした。
なお同店はダンスホールとして風営法の適用を受けるために午前0時で閉店するため、ビルを挟んで隣接した建物にレストランとして風営法の適用を受けず、午前0時以降もオープンできる「MAHARAJA EAST」が設けられていた。

#### 成功
同店はその立地条件を逆手に取り、六本木の多くのディスコのように郊外から電車で来店するようなボリューム層ではなく、自家用車での来店、もしくは港区内など近所に住みタクシーで来店するような比較的裕福な層をターゲットとし、さらにはドレスコードの強化や男性同士の入店を断るなど客の選別を行うことで、客層を一定以上のレベルに保つことに成功した。
さらにきらびやかな制服を着用した従業員に徹底的な顧客対応訓練を施すことで、顧客満足度を上げリピーターを増やす事にも成功した。その他、動員力のある裕福な大学生および大学のイベント系サークル向けに割引カード「カレッジカード」を発行し、金曜の夜は「金マハ」という大学生中心の動員がされた。また土曜日や日曜日の午後には、これらのイベント系サークルが開催する貸し切りパーティーも頻繁に開催された。

#### 店内

##### 1階
1階はエントランスとフロントとレストランコーナーになっており、レストランコーナーではパスタやピラフなど他のディスコでも提供されるメニューの他に、寿司職人が握りたての寿司を提供する他、「はちみつトースト」やパフェなどをはじめとするデザートも提供するなど、本格的な食事を提供していた。なおエントランス脇には、トミタ夢工場が輸入代理店となっていたハルトゲ仕様のBMWやベンツの最新車種が展示され、高級感の演出に一役買っていた。後にこのスペースは展示車が撤去されカフェテリアとなり、末期は仮設DJブースを設置しクラブ系のダンスフロアとなる。

##### 2階
2階には真鍮製の象牙があしらわれたダンスフロアとDJブース、バーカウンターとVIPルーム、一般客用のソファー席とハイテーブル、ロッカールームとトイレがあり、ダンスフロアとお立ち台の天板を大理石で仕上げた上に、DJブース脇にはモニターを設置し、ところどころに真鍮の飾りを施して高級感を演出した。またトイレの清掃も頻繁に行い小便器には氷が入れられ、匂い防止と清潔さを保っていた。なお中期にはダンスフロアの特殊照明を交換（輪のタイプを撤去）、VIPルーム拡張にあわせトイレ横のロッカールームをフロント横に移設。

#### 閉店
末期は有限会社エヌ・エンタープライズの成田勝が運営から離れ、親会社であるノヴァ・インターナショナル株式会社からの出向により直接運営。店内の壁には赤×緑のアートペイントが新たに施され、DJブース頭上のアンプボックスを撤去しカジュアルな雰囲気になる。そして開店から約13年を経た1997年（平成9年）9月3日に閉店。
その後跡地には他社によるワインバーがオープンしたが、2004年（平成16年）に閉店。その後、USENの宇野康秀が高級会員制社交クラブの「THE HOTEL JUBAN」を開店させたが、USENの経営状況の悪化もあり2009年（平成21年）に閉店。現在はレストラン「MANCY'S TOKYO」となっている。なお1988年（昭和63年）に閉店した「MAHARAJA EAST」の跡地は、改装して系列店のレストラン・バー「Prego」となったが2023年12月に閉店。

## 関連商品
- 2006年5月には平和 よりパチンコ『CRマハラジャ』が登場。
- 1990年代にコンピレーション・アルバムがノンストップ・ミックスをはじめ、ハイエナジー、ハウス[12]などを収録したCDがエイベックスから発売された。